# Johann Heinrich Alsted
Johann Heinrich Alsted (John Henry Alsted; Herborn Heinrich Alsted; Johann Heinrich Alstedt, Alstedius) (Ballersbach, Herborn mellett, 1588 március közepe – Gyulafehérvár, 1638. november 9.) protestáns német teológus, filozófus és polihisztor.

## Életrajza
Apja, Jakob Alsted lelkész volt, anyja, Rebekka Pincier pedig egy teológus lánya. A herborni főiskolán tanult, majd ugyanott 1608–1619 között a filozófiai, 1619-1629 között a teológiai fakultáson tanított. Meghívást kapott weseli, hanaui és frankfurti állásokra, de ezeket elutasította. 1615 körül nőül vette Georg Rab herborni nyomdász Katarina nevű lányát, akitől négy gyermeke született. 1618-ban Nassau-Wetteravië tartományt képviselve részt vett a dorti zsinaton. Az egyetem feloszlatása után 1629-től haláláig a gyulafehérvári főiskolán adott elő, ahova Bethlen Gábor meghívására érkezett Johann Heinrich Bisterfelddel és Ludwig Piscatorral együtt. Több munkája a gyulafehérvári fejedelmi nyomdában jelent meg.
Számos enciklopédikus művet adott ki a filozófia és teológia területén, amelyek széles körben hatottak. Apáczai Csere János például az ő enciklopédiájának mintájára írta a Magyar encyclopaediát. Fennmaradt 355 műve közül néhányat (nem alaptalanul) plágiumnak tartanak. Tanítványa volt Comenius. Teológiai munkásságában különbséget tett a foedus naturae és foedus gratiae között, ennek megfelelően a törvény és evangélium, filozófia és teológia, értelem és kinyilatkoztatás között. Fontos helyet foglal el Alstednél a chiliazmus; a Tractatus de mille annis című munkájában Krisztus ezeréves királyságának kezdetét 1694-re teszi. A Methodus Admirandorum Mathematicorum című műve volt az első matematikai tankönyv, amelyet Erdélyben általánosan használtak.
Végrendeletében úgy intézkedett, hogy könyvtárát és kéziratait meg kell semmisíteni; felesége azonban ezt nem tartotta be és Bisterfeldre bízta a hagyatékot.

## Művei
- Flores theologici. Basiliae, 1608

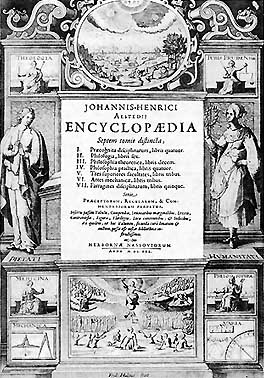
Alstedius, Encyclopaedia, 1630.

- Theatrum scholasticum. Herborn, 1610. és 1620
- Lexicon theologicum. Hanoviae. 1612. 1620, 1626, 1634
- Metaphysik, 1613
- Theologia naturalis. Francofurti, 1615 és Hanovera, 1622
- Praecognita theologica Francofurti. 1615
- Physica Harmonica, Herborn, 1616
- Cursus philosophici encyclopaedia libri XXVII. Herbornae, 1620
- Theologia casuum exhibens anatomen conscientiae et scholam tentationum. Hanoviae, 1621
- Thesaurus artis memorativae. Francofurti, 1621
- Thesaurus chronologiae. Herbornae, 1624, 1628, 1637
- Encyclopaedia biblica. Francofurti, 1625
- Logica theologica. Uo. 1625
- Paratitla theologica. Uo. 1626
- Dissertationes per universam theologiam Uo. 1626
- Quaestiones theologicae. Uo. 1628
- Theologia polemica. Hanoviae, 1627
- Regulae theologicae. Francofurti, 1627
- Summa casuum conscientiae. Uo. 1628
- Encyclopaedia (philosophiae) septem tomis distincta. Herbornae, 1630. és Lugd. Batav. 1640
- Tractatus de manducatione spirituali etc. contra cardinalem Bellarminum. Genevae, 1630
- Disputatio theol. de Deo. Albae Juliae, 1630
- Adnotationes in Pentateuchum et septem epistolas catholicas. Herbornae, 1631
- Pleias apostolica id est septem epistolae canonicae. Uo. 1631
- Turris David, de quo pendent mille clypei. Hanoviae, 1634
- Rudimenta linguae graecae. Albae Juliae, 1634
- Rudimenta linguae latinae Uo. 1634, 1635, 1640. (Ed. 10. Lautsoviae, 1667 és Uo. 1701, Claudiopoli, 1722. Coronae, 1726, 1822. Ed. 7. Uo. 1733. Debreczeni, 1756, 1780. Posonii, 1771, 1782, 1797, Vacii, 1782)
- Prodromus religionis triumphantis in quo methodice reperiuntur et breviter examinántur libri sex de vera religione. Albae Juliae, 1635
- Rudimenta linguae hebraicae et chaldeicae. Uo. 1635
- Latium in nuce. Id est Rudimenta lexici latini. Uo. 1635 (Ed. 2. auctior. Uo. 1648)
- Grammatica latina in usum scholae Albensis. Uo. 1635 (Ed. 2. Uo. 1642)

### Magyarul
- Catechismus religionis Christianae compendiose propositus et sacrarum literarum testimoniis confirmatus... Albae Juliae MDCXXXIX / Catechismus, azaz a keresztyeni vallasnak és hütnek rövid kérdésekben és feleletekben foglaltatott, szent irásbeli bizonyságokkal meg erössittetett summája, avagy veleje; typ. principis, Gyulafehérvár, 1639
- Catechismus. Az az, a' keresztyeni vallasnak és hütnek rövid kérdésekben és feleletekben foglaltatott szent irásbéli bizonyságokkal megerössittetett summája avagy veleje / Catechismus religionis Christianae, compendiose propositus, et sacrarum literarum testimoniis confirmatus; Martinus Major, Gyulafehérvár, 1655